# Kagutsuchi

Mitología japonesa

Kagutsuchi (軻遇突智,  en el Nihonshoki?), también conocido como Hi-no-yagihayao-no-kami (火之夜藝速男神?   , en el Kojiki), Hi-no-kagabiko-no-kami (火之炫毘古神?   , en el Kojiki), Hi-no-kagutsuchi-no-kami (火之迦具土神?   , en el Kojiki) y Homusubi (火産霊?   , en el Nihonshoki) es la deidad del fuego en la mitología japonesa.

## El relato
Nació de Izanagi e Izanami durante la creación de los dioses. En el momento de su nacimiento le causó quemaduras en los genitales de Izanami, hiriéndola de muerte. Preso de la rabia, Izanagi tomó la espada de diez palmos llamado Ame-no-Ohabari (天尾羽張?) y asesinó a Kagutsuchi.
Según el Kojiki, de la sangre de Kagutsuchi nacieron los siguientes dioses:
1. Iwasaku (石折神?)
2. Nesaku (根折神?)
3. Iwatsutsunoo (石筒之男神?)
4. Mikahayahi (甕速日神?)
5. Hihayahi (樋速日神?)
6. Takemikazuchi (建御雷之男神?), conocido también como Takefutsu (建布都神?) o Toyofutsu (豊布都神?)
7. Kuraokami (闇淤加美神?)
8. Kuramitsuha (闇御津羽神?)

Iwasaku, Nesaku e Iwatsutsunoo surgieron de la sangre que cayó de la punta de la espada en unas rocas; Mikahayahi, Nihayahi y Takemikazuchi surgieron de la sangre que cayó de la hoja de la espada; por último, Kuraokami y Kuramitsuha surgieron de la sangre que cayó del mango de la espada.
También, del cadáver de Kagutsuchi nacieron los siguientes dioses:
1. Masakayamatsumi (正鹿山津見神?), surgido de la cabeza de Kagutsuchi;
2. Odoyamatsumi (淤縢山津見神?), surgido del pecho;
3. Okuyamatsumi (奥山津見神?), surgido del abdomen;
4. Kurayamatsumi (闇山津見神?), surgido de los genitales;
5. Shigiyamatsumi (志藝山津見神?), surgido del brazo izquierdo;
6. Hayamatsumi (羽山津見神?), surgido del brazo derecho;
7. Harayamatsumi (原山津見神?), surgido del pie izquierdo;
8. Toyamatsumi (戸山津見神?), surgido del pie derecho.

Con el nacimiento de Kagutsuchi, marca el fin de la creación del mundo y marca el inicio de la muerte.

## Etimología
Para el nombre Hi-no-yagihayao, ”hi-no” (火之?) indica de manera directa que es una deidad del fuego; ”yagi” (夜藝?) es una forma antigua del verbo quemar (yaku), que indica la “capacidad de producir quemaduras” con esta deidad; ”haya” (速?) es un prefijo usado en el japonés antiguo y por último ”o-no-kami” (男神?), indica de manera directa que es una deidad masculina. En pocas palabras, Hi-no-yagihayao significa “dios masculino del fuego que produce quemaduras”. 
Para el nombre Hi-no-kagabiko, ”kaga” (炫?) es una forma antigua del verbo resplandecer (kagayaku); ”biko” (毘古?) es una palabra del japonés antiguo para hombre. Por lo tanto Hi-no-kagabiko significa “dios masculino del fuego que resplandece”.
Para el nombre Hi-no-kagutsuchi, ”kagu” (迦具?) también es una forma antigua del verbo resplandecer (kagayaku); ”tsuchi” (土?) es una partícula especial aplicada a los seres sobrenaturales. Por lo tanto Hi-no-kagutsuchi se puede traducir como “dios del fuego que puede causar resplandor”.

## Adoración
Es adorado como el dios del fuego y de los herreros. Se le dedica tributo en el Santuario Akiba (Hamatsu, prefectura de Shizuoka), en el Santuario Atago (Ukyō-ku, Kioto) y en el Santuario Odaki (Yasugi, prefectura de Shimane).

## En la cultura
Durante la Segunda Guerra Mundial, un grupo de bombarderos B-29 estadounidense “El Grupo de Bombardeo 40º” fue apodado como el “Grupo Kagutsuchi”. Participaron en los Bombardeos de Tokio.
Kagutsuchi aparece en la serie japonesa Mai HiME, como una criatura llamada “Child”. Se convierte en la criatura principal de la serie y lucha contra sus enemigos, los “Orphans”.
También es la figura central en la trama de Shin Megami Tensei III: Nocturne. Kagutsuchi sostiene un mundo embrionario.
Además es el antagonista del modo historia de Persona 4 Arena Ultimax, siendo la encarnacion del odio de los que "viven para si mismos", es detenido por ambos Izanagi (Personas)
De igual manera, Kagutsuchi aparece como un trading card (llamado Hino-Kagu-Tsuchi y clasificado como un Spirit Monster Card) en el TCG Yu-Gi-Oh!.
En Naruto Shippuden, Sasuke hace un jutsu con el Elemento Infierno llamado Kagutsuchi
En Fairy tail, el personaje de Zancrow hizo una técnica que lleva el nombre de Kagutsuchi.
En Darker Than Black, Izanami e Izanagi dan a luz a Kagutsuchi en el final de la segunda temporada, el nuevo ser que emerge de la puerta del infierno.
En el Manga/Anime Rorouni Kenshin o Samurai X, escrito e ilustrado por Nobuhiro Watsuki y cuya adaptación al anime fue dirigida por Kazuhiro Furuhashi. La Espada de Shishio, uno de los principales antagonistas, es llamada por el mismo Kagutsuchi esto por la habilidad de generar fuego a través de la fricción con el suelo y el aceite con el que está impregnada la espada. 
En Call of Duty Black Ops 2 en el mapa de origins el bastón de fuego mejorado se llama Sangre de Kagutsuchi
En Blazblue la ciudad jerárquica donde toma lugar la historia se llama Kagutsuchi.
En Xenoblade Chronicles 2, Kagutsuchi es un Blade femenino con poderes de fuego y usa como armas dos espadas látigo, quien tiene como Driver a Meleph.